# Kulhuse
Kulhuse är en ort på Hornsherred vid Roskildefjordens mynning i Kattegatt på Nordvästsjälland i Danmark med drygt nio hundra invånare. Kulhuse ligger i Frederikssunds kommun i Region Sjælland. 
Kulhuse har genom färjelinjen Kulhuse–Sølager sommartid förbindelse med Hundested norrut över Roskildefjordens mynning. Ruten trafikeras av färjan M/F Columbus.

## Historik
Kung Kristian IV av Danmark beslöt 1633 att det skulle anläggas en utskeppningskaj på den norra spetsen av Hornsherred, varifrån det skulle skeppas ut timmer , brädor och träkol från Nordskoven på Hornsherred. För den som skulle sköta arbetet där anlades en byggnad med namnet Kulhuse. Virket i Nordskoven kunde avverkas med denna utförselväg, och detta gjordes också, särskilt längs vägen från godset Abrahamstrup, som låg där Jægerspris slott ligger idag, till Kulhuse.

## Bildgalleri

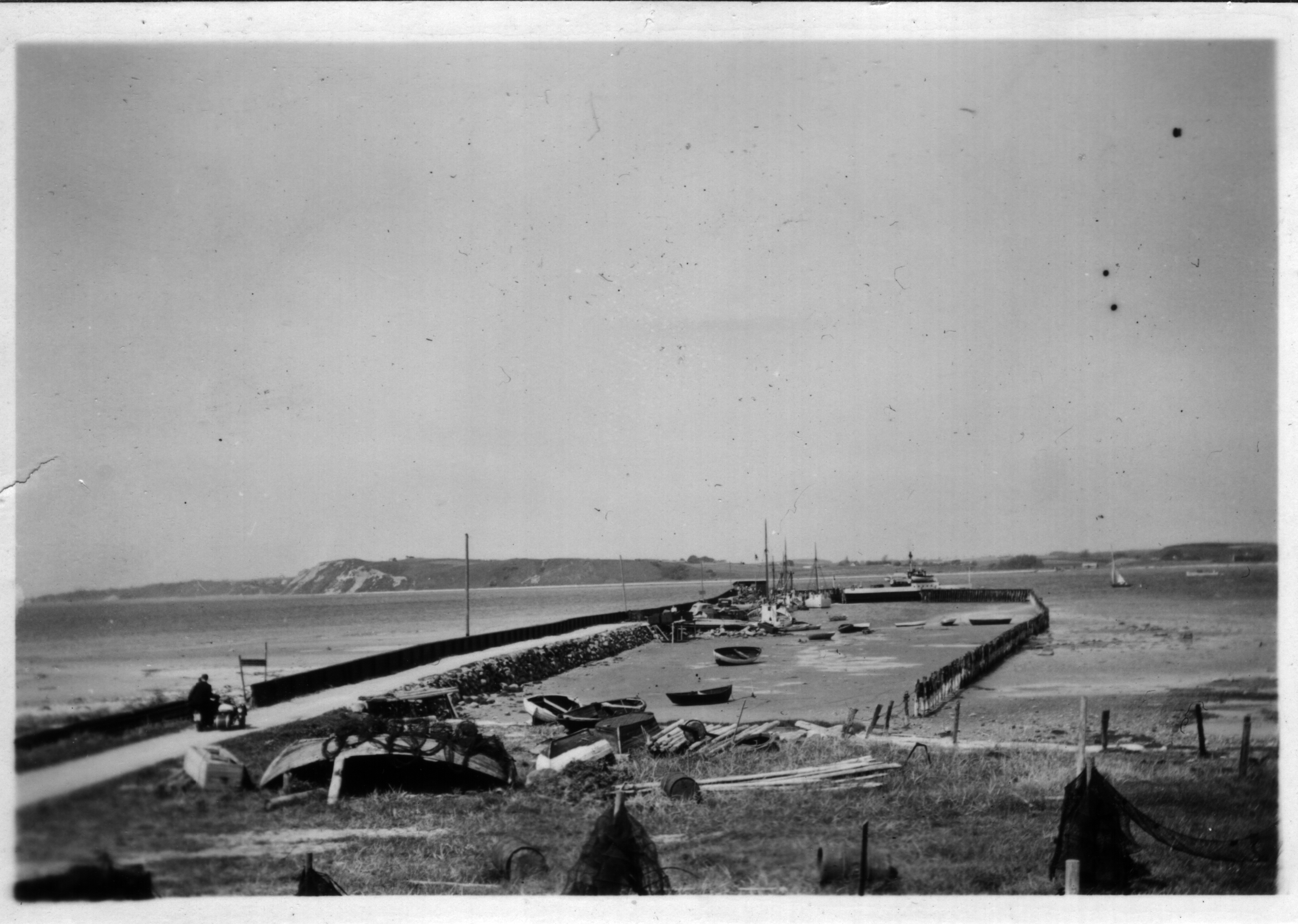
Kulhuse hamn 1938
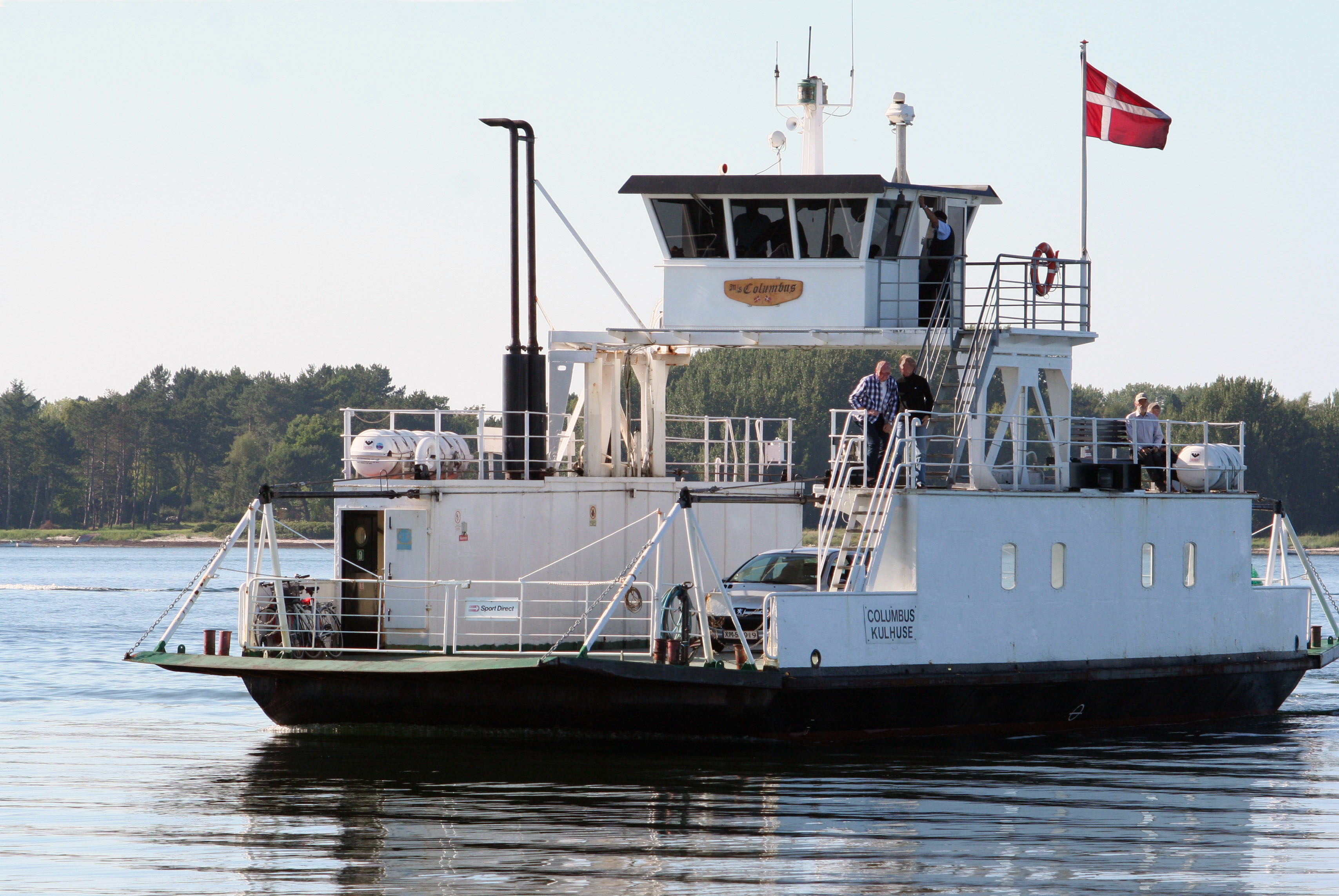
Färjan M/F Columbus till Sølager
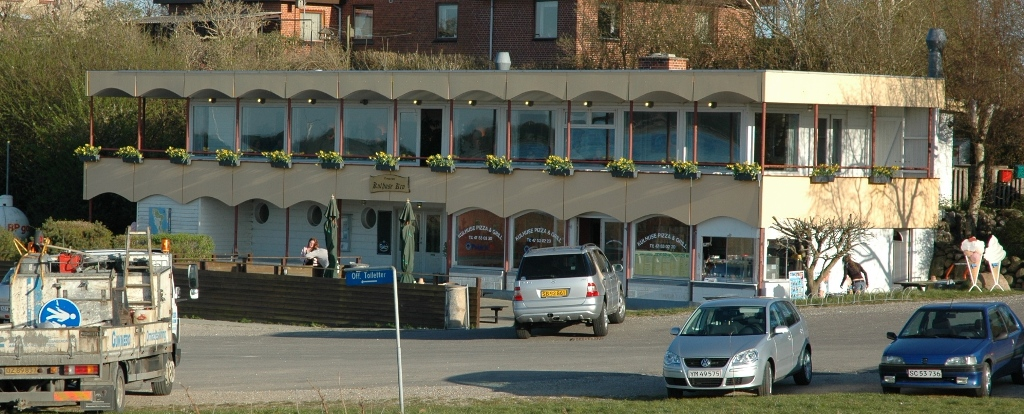
Kulhuse Kro